# 孤岛惊魂 本能
《孤岛惊魂：本能》是育碧於2005年時為Xbox推出的第一人称射击游戏，是孤岛惊魂一代的重制版，由育碧蒙特利尔制作。
由Global VR开发的街机版本于2007年以《失乐园》（Paradise Lost）为名发布。

## 评价
《孤岛惊魂 本能》获得了业界的积极评价。汇总评论网站GameRankings为游戏打出87％分，Metacritic打出85分。